# Biozone
Une biozone est une unité stratigraphique définie par le contenu biologique des sédiments (ou bio stratigraphie).
C'est un terme général pour toute catégorie d'unité biostratigraphique (voir ci-dessous).
Les biozones sont notamment  fondées sur des apparitions (anglais: First Occurrence FO) ou disparition (Last Occurrence LA) de taxons, parfois selon leur abondance particulière.
Dès lors, il est possible de distinguer :

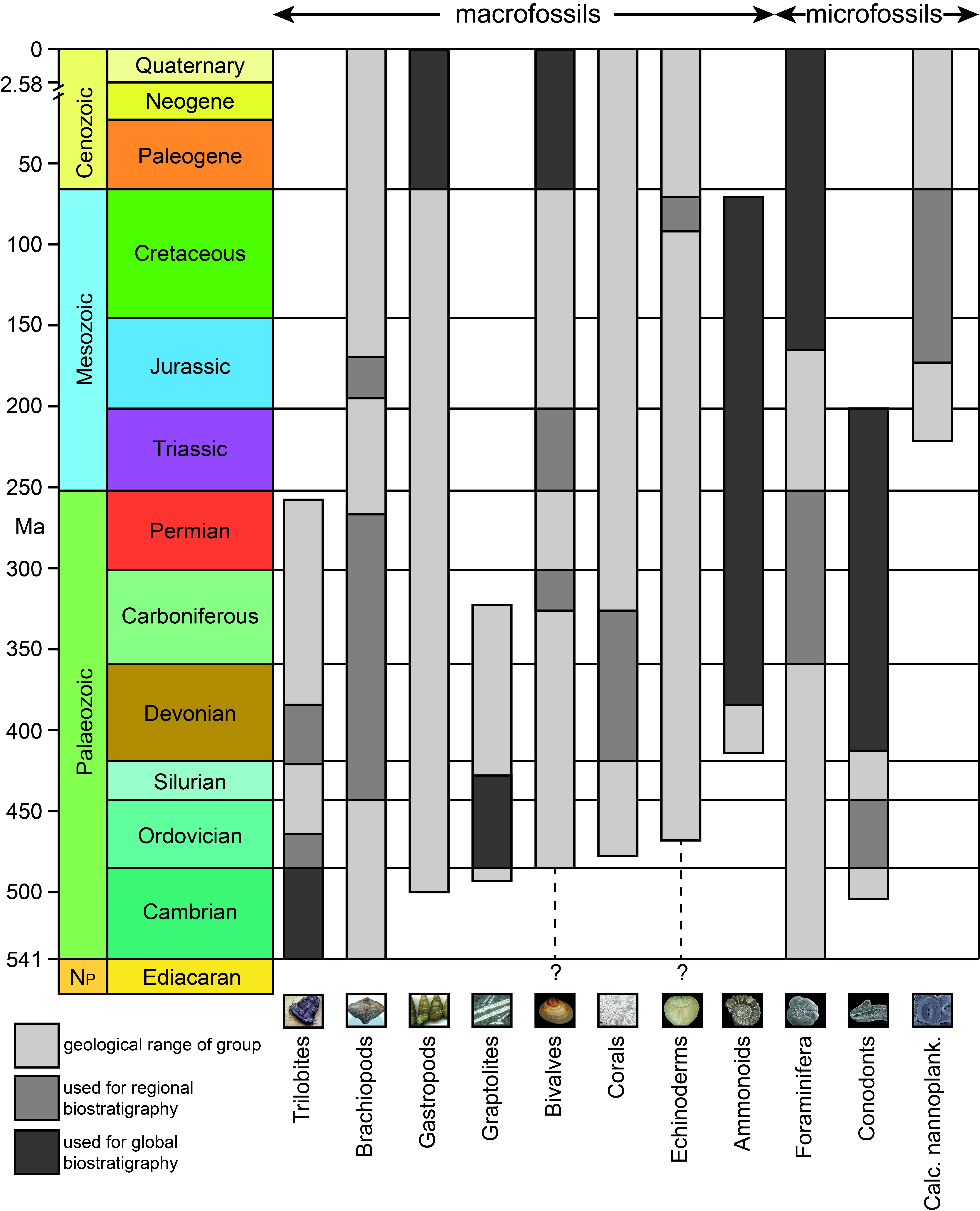
Exemple d'un schéma représentant des fossiles biostratigraphiques

- des biozones d'association
- des biozones d'extension
- des biozones d'abondance
- des biozones d'intervalles

## Définitions
Pour classer les couches géologiques d'un point de vue stratigraphique, on les divise en unités distinguées par des différences dans leur teneur en fossiles.

### Zones d'association (cénozones)
Une zone biostratigraphique d'association est un ensemble de couches dont le contenu en fossiles, ou en un certain type de fossiles, pris dans sa totalité, constitue une association naturelle qui le distingue des couches adjacentes. La zone d'association est connue également sous le nom de cénozone, du grec koinos qui signifie commun.

### Zones d'extension (range zones)
Une zone d'extension biostratigraphique est l'ensemble des couches correspondant à l'extension totale de la présence de tout élément choisi dans une séquence stratigraphique parmi l'association complète des formes fossiles. Le mot extension s'entend à la fois horizontalement et verticalement.

#### Zone d'extension d'un taxon
Une zone d'extension d'un taxon est l'ensemble des couches représentant l'extension totale de la présence (horizontale et/ou verticale) des spécimens d'un taxon donné (espèce, genre, famille ...)

#### Zone d'extension concomitante (zone de concomitance, zone de coexistence)
Une d'extension concomitante est définie comme la portion ou les portions concomitantes ou coïncidentes des zones d'extension de deux ou plusieurs taxons déterminés, choisis parmi la totalité des formes contenues dans une séquence stratigraphique

#### Zone d'Oppel
La zone d'Oppel, ou zone oppélienne, d'après le stratigraphe allemand Albert Oppel (1831-1865), dont elle suit en gros la pratique, met largement en application la notion de zone d'extension concomitante en application la zone d'extension mais assouplit suffisamment son interprétation de manière à permettre l'utilisation, en complément, de critères biostratigraphiques autre que la concomitance et estimés utiles à la démonstration de l'équivalence dans le temps. La zone oppélienne est une biozone plus subjective, d'une définition plus lâche et d'application plus facile que la zone d'extension concomitante

#### Zone de lignage (phylozone)
C'est une zone d'extension dans laquelle une série contient des spécimens qui représentent un segment d'une lignée ou d'une tendance évolutive, le segment étant défini au-dessus et au-dessous  par des changements dans les caractères de la lignée ou de la tendance. Ce type de zone a aussi été appelé zone d'évolution, zone morphogénétique, zone phylogénétique ou phylozone.

## Zones d'abondance ou zones d'apogée (acme zone)
Une zone d'apogée est un ensemble de couches correspondant à l'apogée ou au développement maximal - habituellement il s'agit de l'abondance et de la fréquence maximales - d'une espèce, d'un genre, ou tout autre taxon, mais non à son extension totale

## Zones d'intervalle
Une zone d'intervalle biostratigraphique (ou encore zone de biointervalle ou zone d'interbiohorizon) est l'intervalle entre deux horizons biostratigraphiques donnés. La base ou le sommet d'une telle zone peut être marqué par la première apparition d'un taxon ou la dernière présence d'un autre taxon.